# Арал (Нарынская область)
Арал (кирг. Арал) — село в Жумгальском районе Нарынской области Кыргызстана. Входит в состав айылного аймака Мин-Куш.

## География
Село расположено в северо-западной части области, на берегах реки Кёкёмерен, на расстоянии приблизительно 15 километров (по прямой) к юго-западу от села Чаек, административного центра района.

## История
До 2023 года село входило в состав ныне упразднённого айылного аймака Кабак (Кабакского айылного аймака).

## Население
Согласно оценочным данным Национального статистического комитета Кыргызской Республики, численность населения села на начало 2023 года составляла 345 человек.
| год     | 2009 | 2014 | 2015 | 2020 | 2021 | 2023 |
| ------- | ---- | ---- | ---- | ---- | ---- | ---- |
| человек | 370  | 302  | 308  | 363  | 362  | 345  |